# John Helliwell

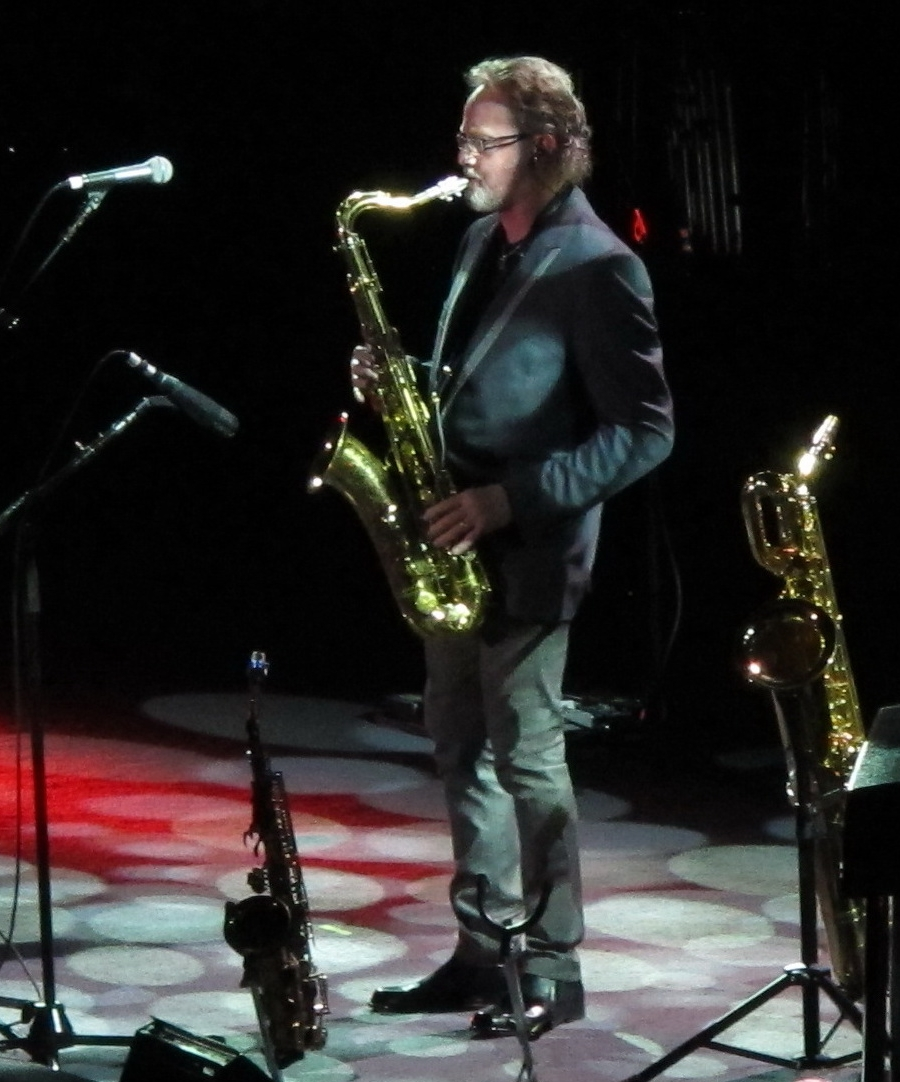
John Helliwell, 2011

John Anthony Helliwell (geboren am 15. Februar 1945 in Todmorden, Yorkshire, England) ist ein britischer Musiker (Holzblasinstrumente, Keyboards). Bekannt wurde Helliwell als Mitglied der Rockband Supertramp.

## Karriere
Im Februar 1966 wurde Helliwell Nachfolger von Dave Green bei The Alan Bown Set; im März 1972 zerfiel diese Band, zu der auch der Bassist Dougie Thomson zählte.
1973 stieß er mit Thomson auf dessen Initiative hin zu Supertramp. Neben seiner Mitwirkung als Musiker und Backgroundsänger der Band betätigte er sich in deren Konzerten bisweilen auch als Moderator oder Conférencier.
1977 spielte Helliwell Saxophon und Klarinette während der Aufnahme des Albums Bad Reputation der Band Thin Lizzy.
Helliwells Tenorsaxophonspiel ist im Album Deception Is An Art (1981) von Ali Thomson (Bruder von Dougie Thomson; Supertramp) zu hören.
1987 wirkte Helliwell beim Album A Momentary Lapse of Reason von Pink Floyd mit; zusammen mit Tom Scott spielte er Saxophon im Lied Terminal Frost. Sein Nachname wurde allerdings fälschlicherweise mit „Halliwell“ angegeben. Zuvor hatte Pink-Floyd-Gitarrist David Gilmour auf dem Supertramp-Album Brother Where You Bound mitgespielt.
Als Helliwell während der 1990er-Jahre als Musiker zeitweise wenig gefragt war, nahm er am Royal Northern College of Music in Manchester ein Studium auf. Dieses brach er aber ab, um eine Tour von Supertramp zu begleiten und in deren Album Some Things Never Change (1997) mitzuwirken.
2004 spielte Helliwell Saxophon während der Aufnahme des Albums River To The Sea von Simon Apple. Im selben Jahr gründete er zusammen mit Mark Hart, den er bereits seit dessen Einstieg bei Supertramp im Jahr 1985 kannte, die Band Crème Anglaise. Das erste und zugleich namensgebende Album erschien 2005.
Außerdem ist Helliwell an Saxophon und Klarinette in Alan Simons Alben Excalibur II (2007) und Excalibur III (2012) zu hören.
Helliwell zählt seit 2009 auch zur Formation ManDoki Soulmates, zu der neben Leslie Mandoki und Laszlo Bencker unter anderem auch Ian Anderson, Jack Bruce, Eric Burdon, Paul Carrack, Klaus Doldinger, Peter Frampton, David Garrett, Robin Gibb, Nik Kershaw, Chaka Khan, Bobby Kimball, Pascal Kravetz, Udo Lindenberg, Jon Lord, Steve Lukather, Peter Maffay, Al Di Meola, Chris Thompson, Tony Carey und Midge Ure gehören oder gehörten. Dabei spielt er Saxophon und Klarinette.
Helliwell ist auch Mitglied des 1994 gegründeten Ensembles SaxAssault um Andy Scott.
Helliwell gründete seine Formation The Super Big Tramp Band (auch John Helliwell's The Super Big Tramp Band), eine Jazz-Big-Band (Trompete, Trombone, Saxophon- und Rhythmus-Sektion) mit ihm als Haupt-Solist. Sie spielt Versionen von Supertramp-Liedern.
Ein Saxophonsolo von Helliwell ist auf dem Album Songs from the Playroom (2019) von Ali Thomson zu hören. 2019 spielte er Klarinette und Saxophon für die von Jean-Jacques Chardeau stammende Rockoper The Magical Musical Man.
Am 2. Oktober 2020 wurde Helliwells Soloalbum Ever Open Door veröffentlicht. Darin spielt er Tenorsaxophon und Klarinette; mit dabei sind The Singh String Quartet und – an einer Hammondorgel – John Ellis.
Gemeinsam mit Paul Wertico gründete Helliwell das Paul Wertico / John Helliwell Project: Am 6. August 2019 wurde in einem Studio in Bari  mit den italienischen Musikern Raimondo Meli Lupi und Gianmarco Scaglia das Jazz-Album The Bari Session aufgenommen; es erschien am 5. November 2021. Mit dem Bassisten Jasper Somsen sowie dem Pianisten Hans Vroomans und dem Schlagzeuger Marcel Seriese legte er das Album Don’t Ever Leave Me vor.

## Diskografie (Auswahl)
- 2005 – Crème Anglaise (Debütalbum der gleichnamigen Band – mit Mark Hart von Supertramp)
- 2020 – Ever Open Door
- 2021 – Paul Wertico / John Helliwell Project: The Bari Session
- 2022 – John Helliwell & Jasper Somsen: Don’t Ever Leave Me

Alan Bown Set:
- 1967 – Outward Bown
- 1969 – The Alan Bown
- 1970 – Listen
- 1971 – Stretching Out (mit Helliwell-Komposition Turning Point)

Supertramp:
- 1974 – heute: alle Alben dieser Zeitspanne (siehe Supertramp/Diskografie)

Thin Lizzy:
- 1977 – Bad Reputation [Lied Dancing in the Moonlight (It's Caught Me in Its Spotlight)]

Peter Bennett:
- 1979 – The Old Pals Act (Lieder On The Game und When You Come Back To England)

CANO:
- 1979 – Rendezvous (Lied Rebound)

Chris de Burgh:
- 1980 – Eastern Wind

Ali Thomson:
- 1981 – Deception Is An Art (Lied Foolish Child)
- 2019 – Songs From The Playroom (Lied Foolish Child)

Jean-Jacques Goldman:
- 1985 – Positif

Pink Floyd:
- 1987 – A Momentary Lapse of Reason (Lied Terminal Frost; als John Halliwell)

Sara Hickman:
- 1990 – Shortstop

Diana Ross:
- 1991 – The Force Behind the Power (Lied Heart (Don't Change My Mind))

SaxAssault (Ensemble um Andy Scott):
- 1996 – Bang! (live)
- 2007 – Sax of Gold

Simon Apple:
- 2004 – River To The Sea [Lied A Lot Of Hope (For Rayne)]

Alan Simon:
- 2007 – Excalibur II (L'anneau Des Celtes)
- 2012 – Excalibur III (The Origins)

ManDoki Soulmates (auch Man Doki Soulmates):
- 2009 – Aquarelle
- 2013 – BudaBest
- 2019 – Living In The Gap + Hungarian Pictures

The Pineapple Thief:
- 2016 – Your Wilderness (Lied Fend For Yourself)

Chardeau:
- 2019 – The Magical Musical Man (3 Lieder)